# Plato único bailable
Plato único bailable es el nombre del tercer álbum de estudio de Chico Trujillo editado en octubre de 2008. Está compuesto por 10 temas grabados en Santiago, Chile.

## Título del álbum
El nombre del disco, Plato único bailable, es un término coloquial chileno que hace referencia a cenas masivas, en las que el menú es una abundante selección de platos criollos,  organizada a beneficio de alguna persona o institución y que son acompañadas de un número de música bailable, por lo general cumbia. Estas celebraciones suelen llevarse a cabo en el casino de Algún cuerpo de bomberos o en lugares con infraestructura similar.

## Producción
A diferencia de discos anteriores, en donde los temas se grababan en diversos lugares de Europa y Chile, Plato único bailable fue editado completamente en Santiago, llegándose a grabar 21 temas con la idea de lanzar un disco doble, idea que finalmente no prosperó. Buena parte de las canciones de este disco estuvieron presente en las giras pasadas de Chico Trujillo por Chile y Alemania, lo que queda de manifiesto al apreciar la soltura con la que los músicos interpretan los 10 temas de esta placa. El disco se estrenó en vivo el 30 de septiembre en La Cava de San Miguel (Chile), con una cena bailable; aunque su lanzamiento oficial se realizó el 7 y 8 de noviembre en la discoteca Kubix en Santiago.

## Listado de canciones
| Plato único bailable |                                       |                           |          |  |
| N.º                  | Título                                | Escritor(es)              | Duración |  |
| 1.                   | «Varga-Varga»                         | Víctor Vargas             | 4:50     |  |
| 2.                   | «Lanzaplatos»                         | Michel Magliocchetti      | 2:45     |  |
| 3.                   | «Loca»                                | Aldo Asenjo               | 3:08     |  |
| 4.                   | «No me pregunten como es mi muchacha» | Ernesto Barro Medina      | 2:46     |  |
| 5.                   | «La cosecha de mujeres»               | José María Peñaranda      | 2:36     |  |
| 6.                   | «Los sabanales»                       | Calixto Ochoa             | 3:24     |  |
| 7.                   | «Ahora quien»                         | Estéfano · Julio C. Reyes | 4:58     |  |
| 8.                   | «Dolor»                               | Aldo Asenjo               | 2:52     |  |
| 9.                   | «Sin excusas»                         | Aldo Asenjo               | 4:04     |  |
| 10.                  | «Quémame los ojos»                    | Nelson Navarro            | 5:12     |  |